# Diplomystus
Diplomystus è un genere di pesci ossei estinto, appartenente agli ellimmittiformi. Visse tra il Cretaceo superiore e l'Eocene medio (circa 95 - 48 milioni di anni fa) e i suoi resti fossili sono stati ritrovati in Nordamerica e in Asia.

## Descrizione
Questo pesce poteva raggiungere dimensioni cospicue, soprattutto se rapportate a quelle dei suoi stretti parenti, e le specie più grandi potevano raggiungere i 65 centimetri di lunghezza. Diplomystus possedeva un corpo compresso lateralmente e dal ventre moderatamente profondo. Il ventre era caratterizzato da una carena costituita da scaglie simili ai dentelli di una sega. Il dorso era anch'esso protetto da scudi, caratterizzati da un margine posteriore simile a un pettine; queste scaglie modificate iniziavano appena dopo il cranio per terminare all'inizio della pinna dorsale. Gli scudi dorsali erano più numerosi (di solito erano presenti tra i 22 e i 36 scudi) rispetto a quelli degli altri ellimmittiformi. Il cranio era corto e alto, con le fauci rivolte all'insù. La cresta sopraoccipitale era particolarmente sviluppata, e nella specie Diplomystus dentatus la combinazione di questa struttura con l'allungamento delle apofisi vertebrali delle vertebre dorsali precedenti la pinna dorsale conferiva agli esemplari adulti un profilo gibboso. La pinna dorsale si trovava all'incirca a metà del corpo; in alcune specie era corta e triangolare (ad esempio in D. dentatus), mentre in altre era allungata e decrescente verso la coda (ad esempio in D. birdi). La pinna anale era invece allungata e nastriforme. La pinna caudale era profondamente biforcuta.

## Classificazione
Diplomystus è un rappresentante degli ellimmittiformi, un gruppo di pesci teleostei affini ai clupeiformi e classificati insieme a questi ultimi nei Clupeomorpha. All'interno degli ellimmittiformi, sembra che Diplomystus occupasse una posizione relativamente basale, probabilmente più derivata rispetto a quella occupata da Sorbinichthys ma meno rispetto ai Paraclupeidae come Ellimmichthys e Paraclupea. L'affine Armigatus, vissuto contemporaneamente ad almeno una specie di Diplomystus e un tempo confuso con quest'ultimo, era forse una forma più basale. 

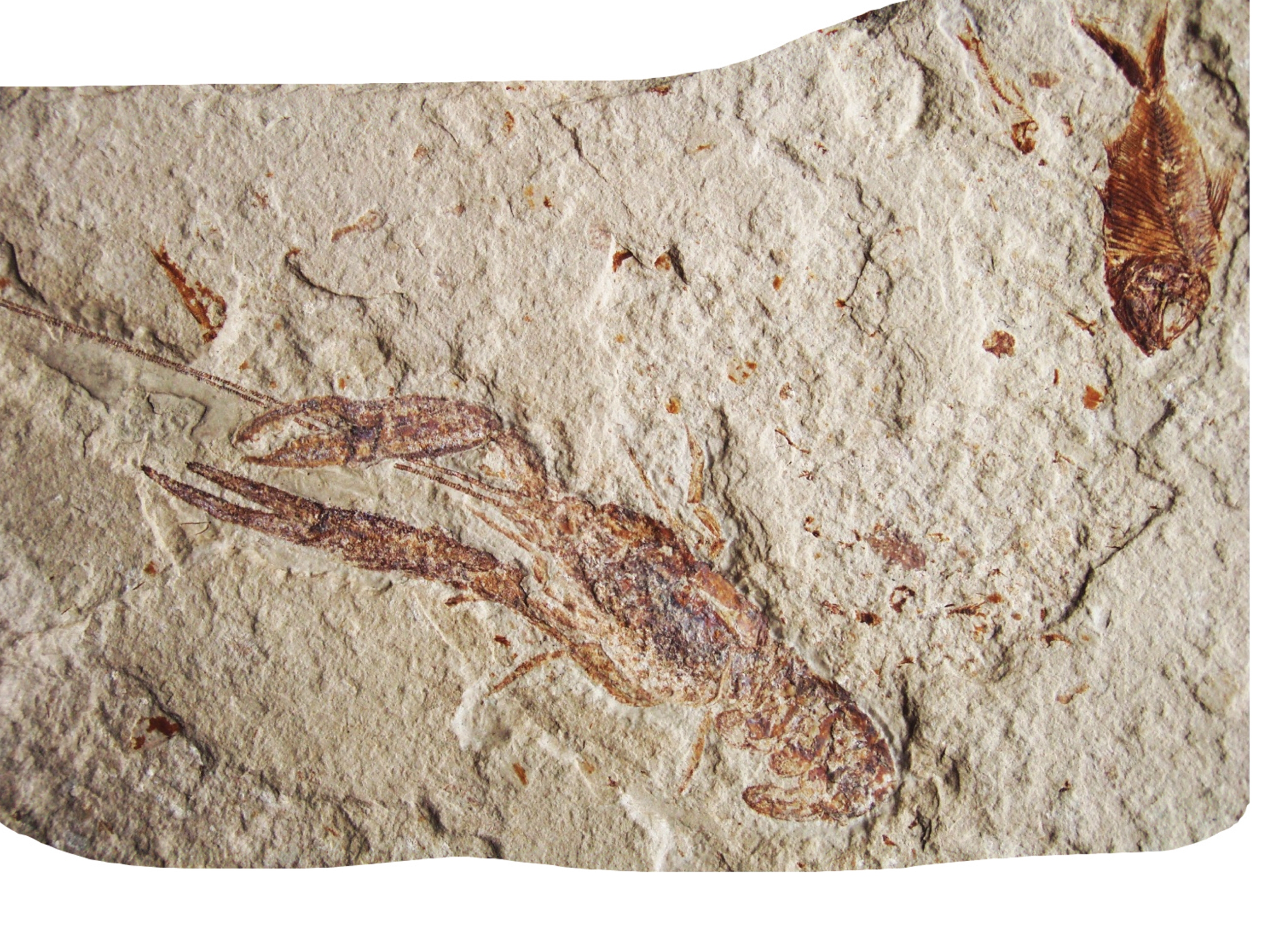
Fossile di Diplomystus birdi (in alto a destra) insieme a un crostaceo della specie Notahomarus hakelensis

Diplomystus è stato descritto per la prima volta da Edward Drinker Cope nel 1877, sulla base di fossili eccezionalmente conservati nella formazione di Green River, in Wyoming, in terreni risalenti all'Eocene medio. La specie tipo è Diplomystus dentatus, conosciuta per numerosissimi esemplari che variano dallo stadio larvale allo stadio adulto, con esemplari lunghi anche 65 centimetri. Un'altra specie ben nota è D. birdi, di dimensioni nettamente minori (non superava gli 11 centimetri di lunghezza) e dal corpo più corto, è conosciuta per numerosi esemplari ottimamente conservati provenienti dal Cenomaniano - Turoniano del Libano. Coeva a quest'ultima e proveniente dagli stessi giacimenti libanesi è D. dubertreti, leggermente più grande ma probabilmente da attribuire a un altro genere di ellimmittiforme. Dalla Cina proviene D. shengliensis, una specie di acqua dolce dell'Eocene medio di dimensioni medio-grandi, affine a D. dentatus. 
Al genere Diplomystus sono state ascritte anche specie più antiche provenienti dal Giappone (D. primotinus, D. kokuraensis, D. altisomus) risalenti al Cretaceo inferiore, ma non è affatto certa l'attribuzione di queste specie al genere Diplomystus, così come di altre forme provenienti dalla Nuova Zelanda (D. coverhamensis), dall'Inghilterra (D. vectensis) e dal Congo (D. dartevellei). 
In ogni caso, Diplomystus rappresenta il più recente tra gli ellimmittiformi, e il lungo range temporale di questo genere testimonia la longevità di questo taxon.

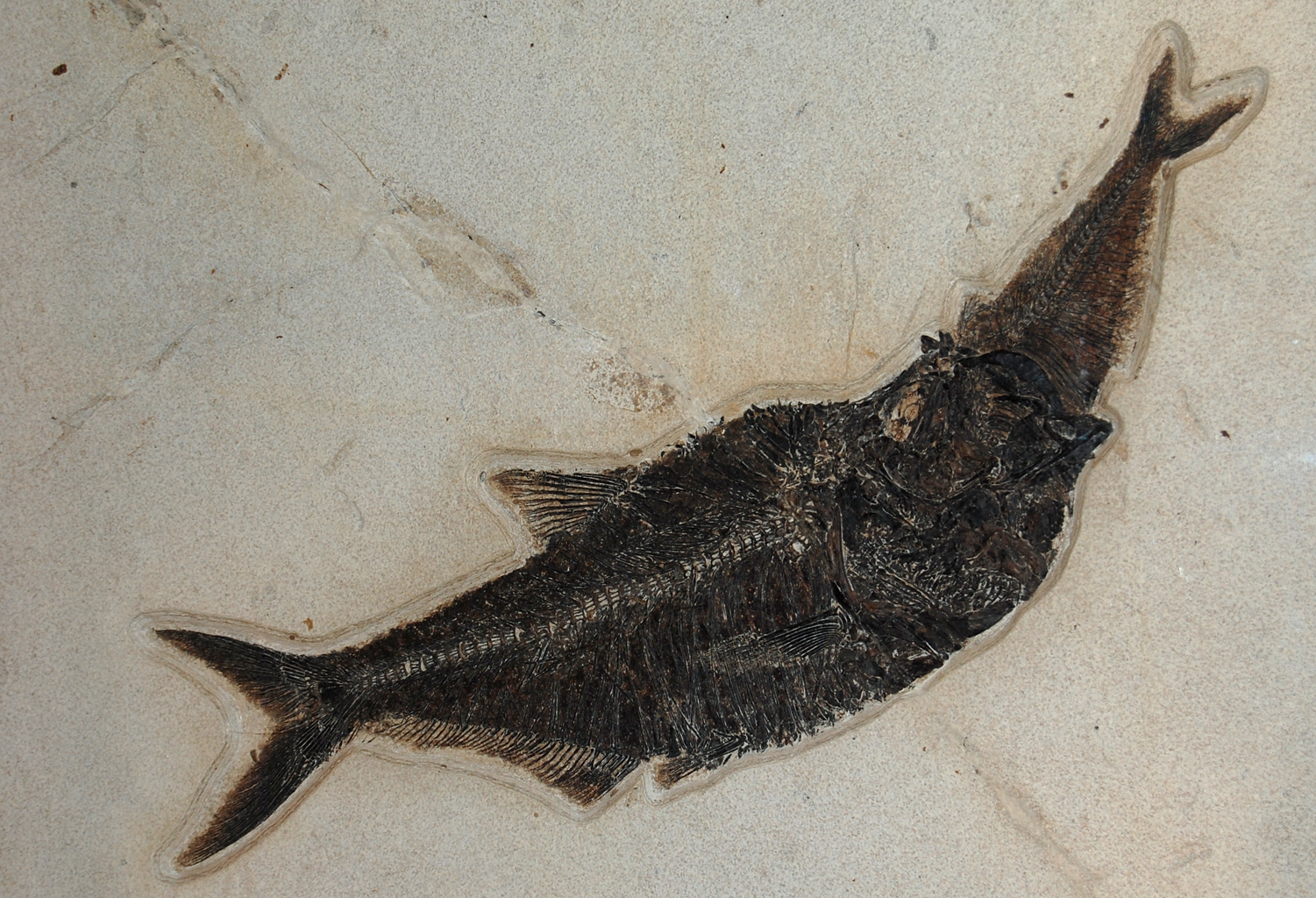
Fossile di Diplomystus dentatus conservatosi nell'atto di ingioare una preda

## Paleoecologia
Diplomystus era un genere che comprendeva sia forme di acqua dolce (D. dentatus, D. shengliensis) sia forme di acqua salata (D. birdi, D. dubertreti). Le forme più grandi erano predatori attivi: molti fossili di D. dentatus conservano al loro interno resti di altri pesci più piccoli (solitamente clupeiformi del genere Knightia) e si conoscono esemplari conservatisi nell'atto di ingoiare una preda. Le forme più piccole dovevano essere anch'essi predatori ma di animali di dimensioni molto minori.